# Apogonia sharpi
Apogonia sharpi är en skalbaggsart som beskrevs av Heller 1896. Apogonia sharpi ingår i släktet Apogonia och familjen Melolonthidae. Inga underarter finns listade i Catalogue of Life.